# 2,5-다이메톡시벤즈알데하이드
2,5-다이메톡시벤즈알데하이드(영어: 2,5-dimethoxybenzaldehyde)는 유기 화합물이며 벤즈알데하이드 유도체이다. 2,5-다이메톡시벤즈알데하이드의 용도 중 하나는 2C-H라고 알려진 2,5-다이메톡시펜에틸아민의 생성이다. 2,5-다이메톡시펜에틸아민은 4-브로모-2,5-다이메톡시펜에틸아민(2C-B), 2,5-다이메톡시-4-아이오도펜에틸아민(2C-I), 2,5-다이메톡시-4-클로로펜에틸아민(2C-C)과 같은 다른 치환된 펜에틸아민을 생산하는 데 사용된다.

## 같이 보기
- 다이메톡시벤즈알데하이드
- 2,4-다이메톡시벤즈알데하이드
- 3,4-다이메톡시벤즈알데하이드 (베라트르알데하이드)